# Edmund Czaika (Fußballspieler, 1924)
Edmund „Edy“ Czaika (gemäß einigen Quellen Czajka; * 25. Januar 1924) ist ein ehemaliger deutscher Fußballspieler, der mit Hamborn 07 und dem Meidericher SV in der Oberliga West antrat.

## Karriere

### Anfänge in Osterfeld (bis 1950)
Czaikas Laufbahn begann kurz nach dem Zweiten Weltkrieg beim SV Osterfeld 06 aus Oberhausen. Auf der defensiven Position des Mittelläufers entwickelte er sich neben den Stürmern Küppers und Owsiany zu einer der wichtigsten Stützen der Mannschaft. Zur damaligen Zeit befand sich das Ligensystem im Aufbau und der SVO spielte 1946/47 in der Bezirksklasse, welche die zweithöchste Liga darstellte. Dort maßen sich Czaika und seine Mitspieler mit anderen Mannschaften vom nördlichen Niederrhein und belegten gemeinsam mit dem Oberhausener Lokalrivalen Elmar Alstaden die Spitzenposition. Beim notwendigen Entscheidungsspiel um die Meisterschaft der Gruppe 3 am 8. Juni 1947 konnte er selbst nicht mitwirken und musste eine 1:2-Niederlage seiner Kollegen hinnehmen. Der dadurch verpasste Aufstieg in die neue Landesliga, welche die höchste Liga am Niederrhein darstellte, wurde ein Jahr später doch noch erreicht. In der Landesliga konnten sich die Osterfelder in den nachfolgenden Jahren behaupten. 1950 verließ Czaika den Verein, um zu Hamborn 07 in die Oberliga West zu wechseln.

### Stammkraft in Hamborn (1950–1953)
Die 1947 eingeführte Oberliga West stellte im vor der Bundesligaeinführung 1963 regional begrenzten Ligensystem die höchste Spielklasse dar. Am 27. August 1950 kam Czaika für die „Löwen“ aus dem Duisburger Ortsteil Hamborn bei einer 0:2-Niederlage gegen den 1. FC Köln zu seinem Debüt in der Erstklassigkeit. In der nachfolgenden Zeit nahm er in der Defensivabteilung seiner Mannschaft einen Stammplatz ein und musste 1952 vor allem aufgrund einer im Ligavergleich äußerst schwachen Torausbeute den Abstieg in die 2. Liga West hinnehmen. Einen möglichen Wiederaufstieg in die Oberliga verfehlte Hamborn in der Spielzeit 1952/53 deutlich. Im Sommer 1953 schaffte der Spieler dennoch die Rückkehr in die westdeutsche Eliteklasse, da er sich dem Duisburger Lokalrivalen Meidericher SV anschloss.

### Rückkehr in die Oberliga beim MSV (1953–1956)
Beim MSV traf er auf seine früheren Mannschaftskollegen Kurt Küppers (Osterfeld) sowie Franz Trapphoff (Hamborn). In der Meidericher Defensive fand er unter anderem mit Gerd Schönknecht und Kurt Neumann allerdings nicht nur erhebliche Konkurrenz vor, sondern litt zudem auch unter großem Verletzungspech. Dementsprechend wurde er nur sporadisch aufgeboten und kam zwischen 1953 und 1955 nicht über fünf Oberligaeinsätze hinaus. Am Ende der Spielzeit 1954/55 musste er überdies den Abstieg seiner Mannschaft hinnehmen, wobei der Rückstand zur oberen Tabellenhälfte aufgrund einer sehr ausgeglichenen Punkteverteilung nur wenige Zähler betrug. In der nachfolgenden Saison 1955/56 setzten die Meidericher für das letztlich erfolgreiche Vorhaben des direkten Wiederaufstiegs vor allem auf junge Nachwuchskräfte, weswegen der bei Saisonbeginn 31-jährige Czaika keine Berücksichtigung mehr fand und den Verein daraufhin verließ.